# Sint-Jozefkerk (Cuijk)

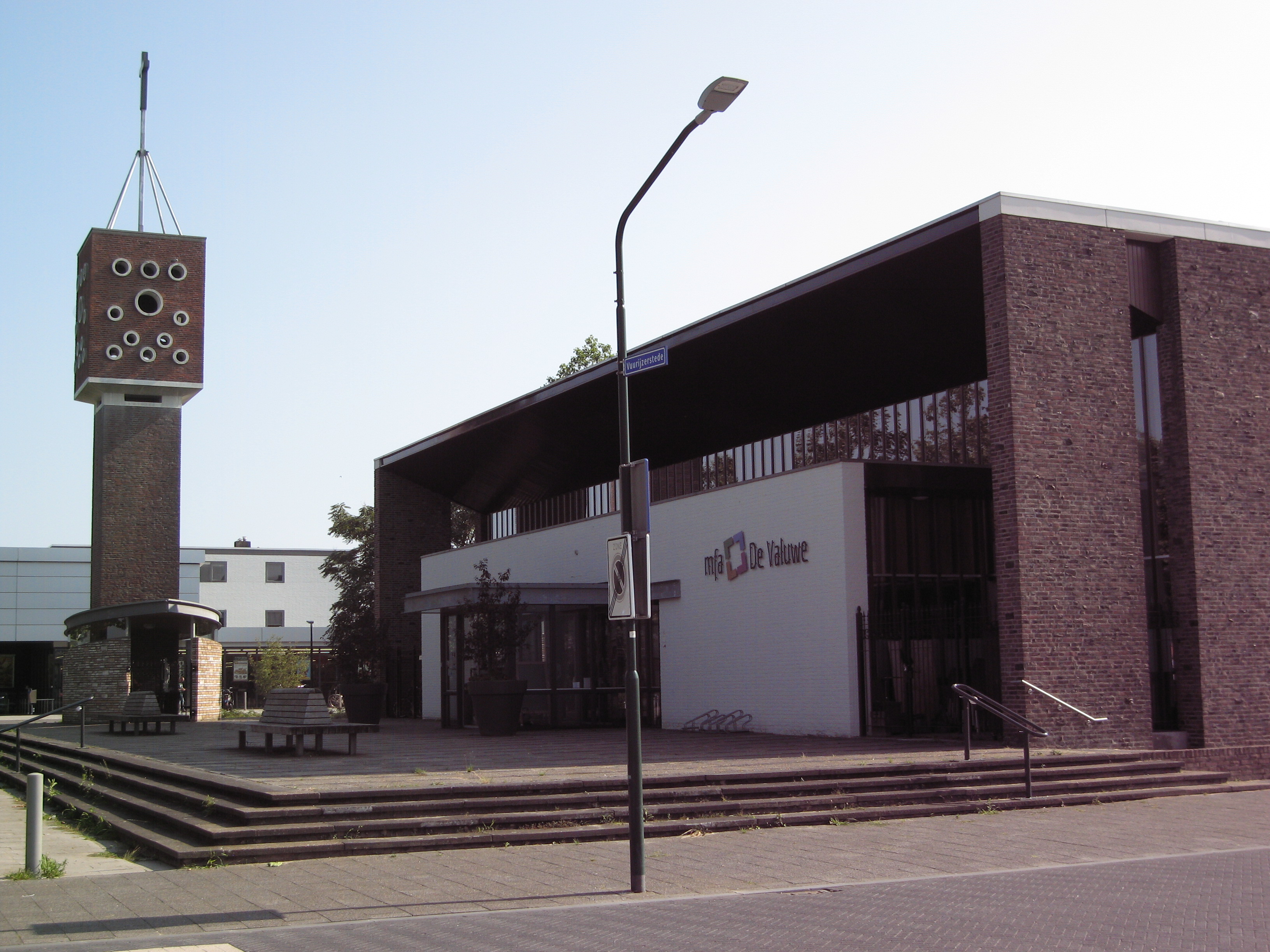
De Sint-Jozefkerk in 2021

De Sint-Jozefkerk is een voormalige parochiekerk in de tot de Noord-Brabantse gemeente Land van Cuijk behorende plaats Cuijk, gelegen aan De Valuwe 2.

## Geschiedenis
In de jaren 1950 en '60 van de 20e eeuw kende Cuijk een sterke uitbreiding van het inwonertal. De wijken De Valuwe en Heeswijk-Ewinkel werden gebouwd en deze telden bijna 1000 katholieken. In 1961 werd daarom een nieuwe parochie voor deze wijken opgericht. Aanvankelijk werd gekerkt in een noodkerk die in een omgebouwd schoollokaal werd voorzien. In 1964 werd een definitieve kerk gebouwd naar ontwerp van Charles Thomas Nix.
In 2017 werd de kerk onttrokken aan de eredienst. Daarna werd de kerk verbouwd tot wijkcentrum. Ook werd in een kaarsjeskapel voorzien die, evenals het wijkcentrum, in 2018 in gebruik werd genomen. Ook in het wijkcentrum worden nog wel missen opgedragen.

## Gebouw
De kerk heeft een bijzondere losstaande klokkentoren: een bakstenen zuil met daarop een kubus die voorzien is van een aantal ronde openingen. De eigenlijke kerk is een doosvormig gebouw in de stijl van het naoorlogs modernisme.